# قلعة نارين (أردبيل)
قلعة نارين هي قلعة تاريخية؛ لكن من غير الواضح متى تم بنائها، تقع في أردبيل. دُمّرت القلعة من قبل رضا بهلوي في عام 1315 بالتقويم الهجري الشمسي.